# Microneta orines
Microneta orines là một loài nhện trong họ Linyphiidae.
Loài này thuộc chi Microneta. Microneta orines được Ralph Vary Chamberlin & Wilton Ivie miêu tả năm 1933.